# Spoorlijn Hannover - Bremervörde
De spoorlijn Bremervörde - Walsrode is een Duitse spoorlijn in Nedersaksen en is als spoorlijn 1711 onder beheer van DB Netze.

## Geschiedenis
Het traject werd door de Preußische Staatseisenbahnen in fases geopend.
- Hannover - Visselhövede: 1 juli 1890
- Visselhövede - Rotenburg: 11 juli 1906
- Rotenburg - Zeven: 3 oktober 1906
- Zeven - Bremervörde: 16 mei 1908

In 1991 werd het resterende gedeelte tussen Rotenburg en Bremervörde door de Eisenbahnen und Verkehrsbetriebe Elbe-Weser GmbH (EVB) overgenomen van de Staat Nedersaksen.
In maart  2021 heeft de Duitse federale  overheid besloten, de baanvakken tussen Bremervörde en Rotenburg  te elektrificeren. Anno 2023 was nog niet duidelijk,  wanneer deze werkzaamheden zullen  zijn voltooid.

## Treindiensten
Erixx verzorgt het personenvervoer op dit traject met RB treinen. Tussen Hannover-Nordstadt en Bennemühlen verzorgt de Deutsche Bahn het personenvervoer met S-Bahn treinen.
| Serie | Treinsoort             | Route                                                                                               | Bijzonderheden                                |
| ----- | ---------------------- | --------------------------------------------------------------------------------------------------- | --------------------------------------------- |
| RB 38 | Regionalbahn (Erixx)   | Buchholz (Nordheide) – Soltau (Han) – Walsrode – Hannover Hbf                                       |                                               |
| S4    | S-Bahn (DB Regio Nord) | Bennemühlen – Hannover Hbf – Hannover Bismarckstraße – Hannover Messe/Laatzen – Hildesheim Hbf      | Bennemühlen - Hannover Hbf 2x per uur (ma-za) |
| S5    | S-Bahn (DB Regio Nord) | Hannover Flughafen – Hannover Hbf – Hannover Bismarckstraße – Hamelen – Bad Pyrmont – Paderborn Hbf | Flughafen - Hamelen 2x per uur                |
| S8    | S-Bahn (DB Regio Nord) | Hannover Flughafen – Hannover Hbf – Hannover Bismarckstraße – Hannover Messe/Laatzen                | Alleen tijdens evenementen                    |

## Aansluitingen
In de volgende plaatsen is of was er een aansluiting op de volgende spoorlijnen:
Hannover-Nordstadt
DB 1705, spoorlijn tussen Hannover en Seelze
Hannover-Vinnhorst
DB 1710, spoorlijn tussen Hannover en Celle
Langenhagen Mitte
DB 1710, spoorlijn tussen Hannover en Celle
Langenhagen Pferdemarkt
DB 1710, spoorlijn tussen Hannover en Celle
DB 1713, spoorlijn tussen Langenhagen-Pferdemarkt en Hannover Flughafen
Schwarmstedt
DB 1721, spoorlijn tussen Celle en Wahnebergen
Walsrode
DB 1712, spoorlijn tussen Walsrode en Buchholz
DB 9141, spoorlijn tussen Verden en Walsrode
Visselhövede
DB 1960, spoorlijn tussen Uelzen en Langwedel
Rotenburg
DB 1283, middelste spoor tussen Rotenburg en Buchholz
DB 1745, spoorlijn tussen Verden en Rotenburg
DB 2200, spoorlijn tussen Wanne-Eickel en Hamburg
Zeven
DB 9127, spoorlijn tussen Wilstedt en Tostedt
Bremervörde
DB 1300, spoorlijn tussen Bremerhaven-Wulsdorf en Buchholz
DB 1304, spoorlijn tussen Bremervörde en Bremervörde Hafen
DB 9132, spoorlijn tussen Bremervörde en Osterholz-Scharmbeck

## Galerij

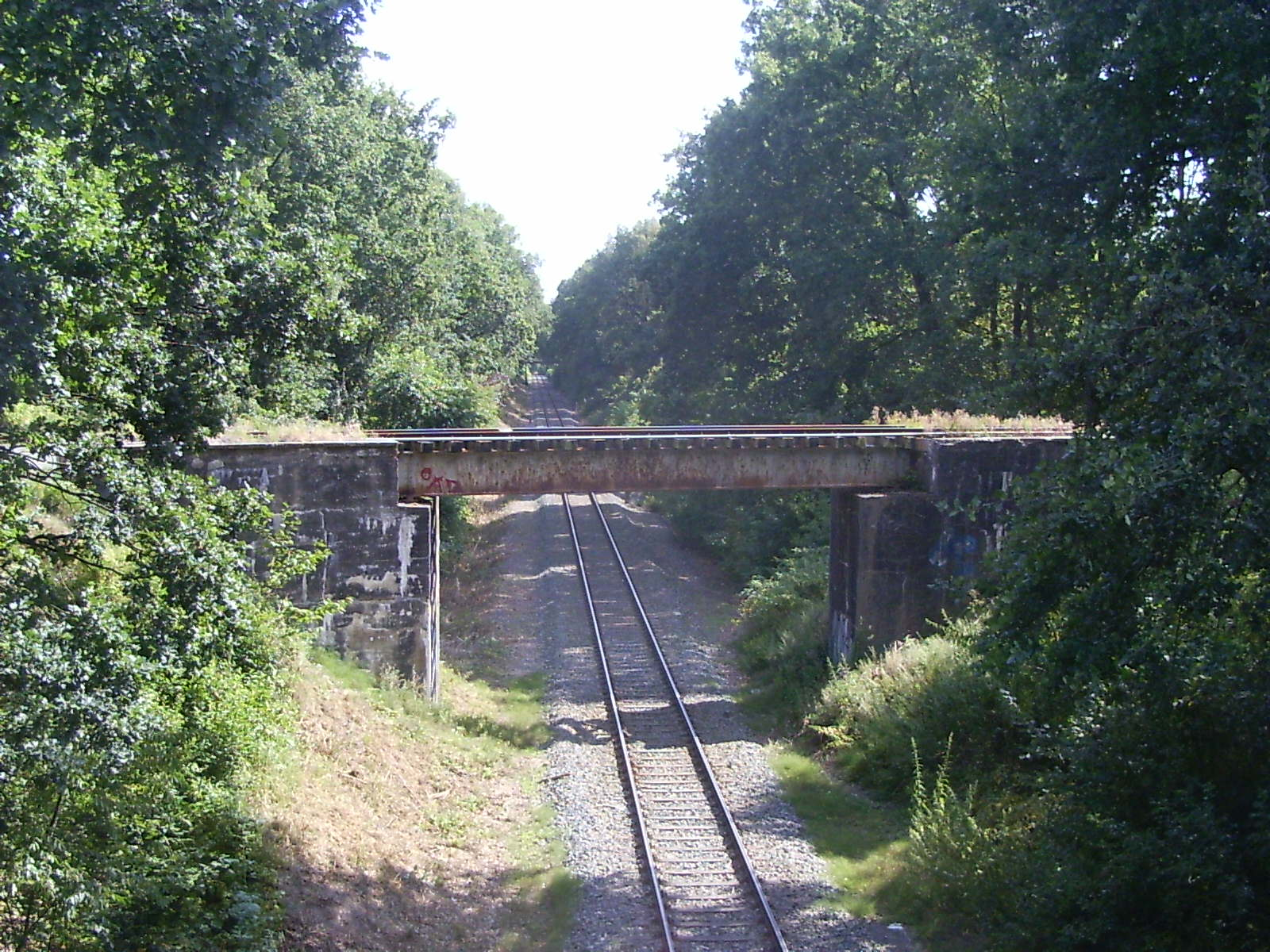
Viaduct bij Zeven
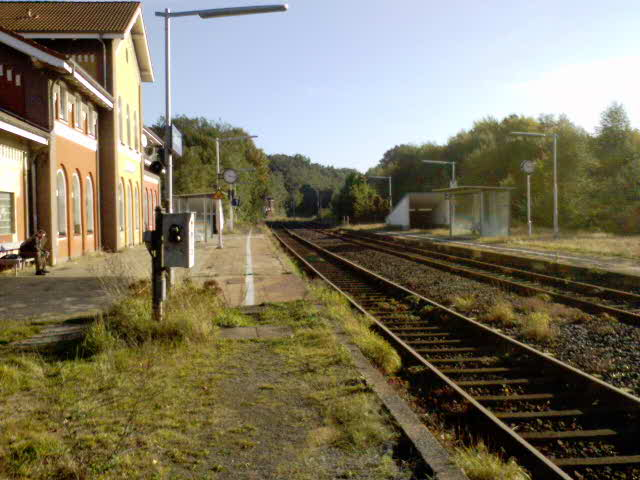
Station Visselhövede